# O Pino
O Pino – gmina w Hiszpanii, w prowincji A Coruña, w Galicji, o powierzchni 132,15 km². W 2011 roku gmina liczyła 4732 mieszkańców.